# Abbaye de Himmerod
L'abbaye Notre-Dame de Himmerod (en latin Abbatia Claustri Beatae Mariae Virginis) est une abbaye cistercienne fondée en 1134 située dans la commune de Großlittgen, arrondissement de Bernkastel-Wittlich, Rhénanie-Palatinat, Allemagne. Elle est située dans l'Eifel, dans la vallée de la rivière Salm. L'abbaye dépend de l'évêché de Trèves. Elle appartient à la Congrégation de Mehrerau qui, en octobre 2017, a décidé la dissolution du monastère.
L'abbaye est connue pour avoir abrité, en 1950, une réunion secrète d'anciens haut gradés de la Wehrmacht invités par le chancelier Konrad Adenauer en vue de discuter du réarmement de l’Allemagne. Le document d'une quarantaine de pages produit, le Mémorandum Himmerod, pose les fondations pour l'établissement de la nouvelle Bundeswehr.

## Situation et histoire

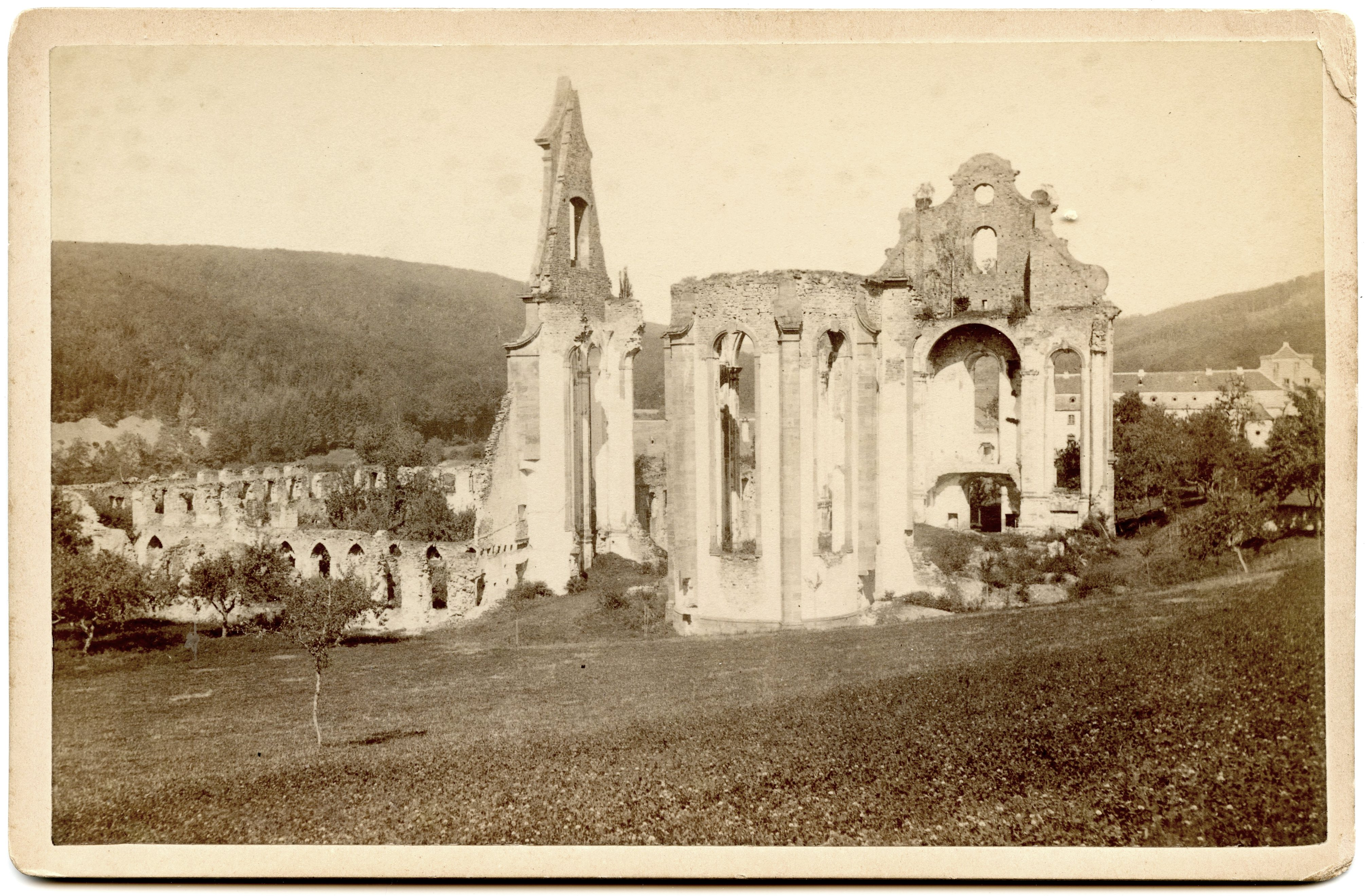
Abbaye de Himmerod en ruines, années 1880.

Les cisterciens dont le nom provient du couvent de Cîteaux qu'avait fondé le prieur Robert de Molesme, en 1098 aimaient les vallées. Ils recherchaient le silence, priaient et travaillaient selon les règles bénédictines. Comme Himmerod le montre, ils transformaient les vallées par leur travail.
Bernard de Clairvaux et l'évêque Albéron de Montreuil qui cherchaient un endroit dans la vallée de Salm (Eifel) pour y construire un couvent lui donnèrent spontanément le nom de « Claustrum Beatae Mariae Virginis » ((fr) « Les entrailles de Marie - Lieu de l'incarnation »). Albert garda ce nom sur le certificat de donation (1138) par amour et dévotion pour Bernard et son premier édifice en Allemagne. Actuellement et depuis la fin du XIIIe siècle, le couvent se nomme Himmerod. Le nom vient de la terre en friche d'Haymo ou Hemmo, qui est aujourd'hui la vieille ferme du couvent.
En 1134, douze moines conduits par le prieur Randulf (1134-1168) quittèrent Clairvaux. Ils passèrent par Metz, Trèves, jusqu'à la vallée du Kyll où l'évêque Albert leur avait offert un terrain à Winterbach près de Kordel, mais l'étroitesse des lieux ne leur permit pas de construire un couvent cistercien. Les moines continuèrent leur route 1135 à l'Altenhof puis dans la vallée de Salm entre Eisenschmitt et Grosslittgen.
À l'occasion de la bénédiction du tout premier couvent fait simplement de bois, l'évêque Alberto établit en 1138 un certificat de fondation. Ses cadeaux permirent la construction d'un couvent en pierre plus spacieux. La même année, Bernard envoya ses moines ainsi que son architecte Achard à Himmerod grâce auxquels une basilique romane à trois nefs vit le jour.
Elle fut construite sur l'exemple de celle de Clairvaux (disposée en forme de croix, chœur arrêté droit plusieurs chapelles à l'ouest). C'était ce que préférait Bernard de Clairvaux. D'après les fouilles de la première construction de l'église (1951-52 par le Dr Esser, Mayence) on trouva les restes de bas de murs et de murs d'enceinte du presbytère ainsi que de la chapelle. À la suite des crises politiques épiscopales sous l'empereur Frédéric Barberousse, l'église ne fut consacrée seulement que le 1er juin 1178 par l'archevêque Arnold de Trêves.
La nef principale de 60–70 m de long était divisée en deux parties : une partie du chœur pour les moines et l'autre partie pour le peuple. Devant la façade est se trouvait un porche qui n'avait pour parure qu'une fenêtre ronde. Au-dessus de la croisée trônait un lanternon, une particularité des constructions cisterciennes. L'église comptait 27 autels qui, vu leur grandeur et leur nombre, témoignent sans doute de la présence importante de moines. Devant l'autel principal se trouvaient les tombes de l'archevêque de Trèves Jean Ier (+ 1212) et celle de Boemunds I (+ 1299) ainsi que le cœur de l'archevêque Albero (+ 1152), fondateur du couvent. Les nefs latérales servaient aux chevaliers de Manderscheid et aux comtes de Sponheim-Starkenburg pour y être enterrés. Un bâtiment au nord de la nef, achevée en 1317 abritait les restes d'un fondateur, l'écuyer Gérard Gelincks (+ 1317) ainsi que d'autres tombes de prêtres et de laïques.
L'église actuelle fut consacrée en l'an 1692. Elle fut adossée au sud de la nef latérale de l'église romane. Jusqu'à sa démolition (environ 1738/39) la basilique conserva son allure dépouillée comme le veut la tradition cistercienne. On commença probablement la construction en pierre du côté du mur au sud de la nef latérale de l'église romane. Il en resta un pilier faisceau d'angle. D'après les fouilles de 1951, il s'agit d'un reste du cloître et non pas d'une porte latérale menant à l'église comme on le supposait. Deux colonnes de chapitre témoignent de l'ornement floral qu'affectionnait particulièrement cet ordre.

### La vie économique de l'abbaye
La vie économique de l'abbaye est centrée sur l'agriculture comme la plupart des couvents cisterciens. Les terres de la vallée de Salm sont défrichées et cultivées. Les dons et legs permettent l'extension du domaine. Entre Moselle, Lieser et Kyll on trouve alors de nombreuses fermes ; les propriétés du couvent vont jusqu'à Coblence, Leutesdorf, Bonn, Echternach et Spire. L'agriculture, la pêche, les fruits et légumes, et surtout les vignes cons cultivés, le vin est exporté, sur les bateaux de l'abbaye, jusqu'en Hollande et en Zélande.
Les changements économiques et sociaux du XIIIe siècle provoquent un lent déclin de la vie économique. L'abbaye doit faire face à des querelles privées, des guerres, avec des dégâts importants. C'est à partir du milieu du XVe siècle que, sous les prieurs Pierre II de Wittlich (1449-68) et Jean VII de Saint-Vith (1468-1498) que la vie économique du couvent reprend.

### La vie intellectuelle
Depuis la fondation du couvent les moines écrivent et commencent ainsi à constituer une bibliothèque. En 1453, d'après les dires de l'humaniste Matthias Agritus de Wittlich (mort en 1613), la bibliothèque aurait comporté 2 000 volumes. Le style de l'écriture était très imprégnée des recommandations du chapitre général, avec la sobriété générale. Les initiales et représentations des manuscrits ne devaient pas être colorées ; seules les lettrines sont en deux couleurs. À côté des écrits bibliques et littéraires, se trouvent aussi des écrits philosophiques, théologiques, juridiques et historiques. Des classiques anciens, il ne subsiste qu'un tome de lettres de Sénèque.
Lors de la dissolution du couvent, une grande partie de la bibliothèque est dispersée. Il y a trace d'un achat d'une centaine de volumes, après 1803, par un certain Joseph Gomes. À ce jour il ne reste plus que 145 ouvrages manuscrits de la bibliothèque de Himmerod. Ils sont conservés à Trèves, Coblence, Bonn, Dusseldorf, Berlin, Hohenaschau, abbaye de Clerf (Luxembourg), Vienne, Paris, Chantilly, Amiens, Bruxelles, Leyde, Londres, Manchester, Baltimore, Camarillo (Californie) et New York.

### Un nouveau couvent
Pendant la guerre de Trente Ans, Himmerod a été souvent pillé par des hordes de soldats. L'architecte fut le frère Gabriel Simon de l'abbaye d'Orval. Il recula les fondations du nouveau couvent d'environ 7 m au sud avec un axe de tendance sud-est.
Il était probablement décidé d'ériger une église, mais à la suite des périodes de guerre, on ne construisit que le couvent. Il fut terminé en 1688 sous le prieur Robert Bootz de Grosslittgen (1685-1730). Il possédait 2 étages et avait un toit unique de même hauteur pour le cloître. Le portail fut édifié en style renaissance alors que l'on garda les caractéristiques gothiques du cloître.

### Une nouvelle abbatiale
Au XVIIIe siècle, Himmerod, comme beaucoup d'autres couvents fut pris aussi de la fièvre baroque, mais le prieur Leopold Camp (1731-50) ne transforma pas comme beaucoup d'autres dans le style à la mode ; il préféra tout refaire à neuf dans un style grandiose qui n'existe nulle part ailleurs en Rhénanie. L'architecte de Saxe Christian Kretschmar (+ 1768), qui s'était fait connaître grâce à la construction de l'abbaye bénédictine de Mettlach dans la Sarre fut chargé des travaux. Cette construction d'exception fut achevée après 11 ans de travaux et consacrée le 10 octobre 1751 par l'évêque de Trèves Nicolas de Hontheim. Le style baroque d'origine dont la chaire de Saint-Paul de Trèves témoigne encore, laisse penser à un changement classique (1790). Le siège pontifical de cette époque (actuellement à la cathédrale de Trèves) est une œuvre de l'ébéniste d'art Léonard Rosenast.
D'après les fouilles de 1951, l'église baroque se trouvait à peu près 2 m au nord de la basilique romane, presque parallèlement et possède une fondation de trois nefs exceptionnellement étroites. Il fut possible de garder le même niveau au sol grâce à la disposition des terres. La forme des fondations baroques devait suivre la forme des fondations romaines bien qu'on ne les utilisât pas. Comme les constructions romanes et bien que cela ne soit pas commun au XVIIIe siècle pour une construction, l'église baroque ne possédait ni tours, ni façade et resta dans le style dépouillé des cisterciens.

### Destruction de l'abbaye
Lors de la sécularisation de 1802, Himmerod est fermé, comme tous les autres couvents. Le couvent perd son patrimoine matériel et culturel. Les œuvres d'art sont dispersés ou détruits, l'église et le couvent sont destinés à être utilisés comme carrière.

## Situation actuelle

### Refondation
En 1919, des moines cisterciens de l'abbaye de Mariastern (Bosnie) rachètent au comte de Kasselstatt une partie du vieux couvent, puis le monastère est repeuplé à partir de 1922 par des moines du monastère de Mariastern. En 1925-1927, le couvent est reconstruit d'après les plans de l'architecte de Cologne Lehmenkühler sur les fondations du XVIIe siècle. La décoration intérieure est du Hans Scheble de Ellwangen. L'église est reconstruite sous l'abbé Vitus Recke (abbé de 1937 à 1959). L'église est consacrée par l'évêque Matthias Wehr de Trèves le 15 octobre 1960. Les constructions sont achevées en 1962. L'église contient un orgue célèbre de Johannes Klais.
Depuis la reconstruction, l'abbaye a repris la tradition des pèlerinages. Le portrait disparu de la Vierge Marie est remplacé par une statue de Hans Scheble que l'on peut voir dans la chapelle à côté de l'église. L'abbaye dispose d'une hôtellerie, d'une maison de recueillement, un e boutique de livres et objets d'art, d'un café et d'un restaurant, d'une jardinerie et d'un élevage de poisson. Elle organise de nombreux événements artistiques, notamment musicaux.

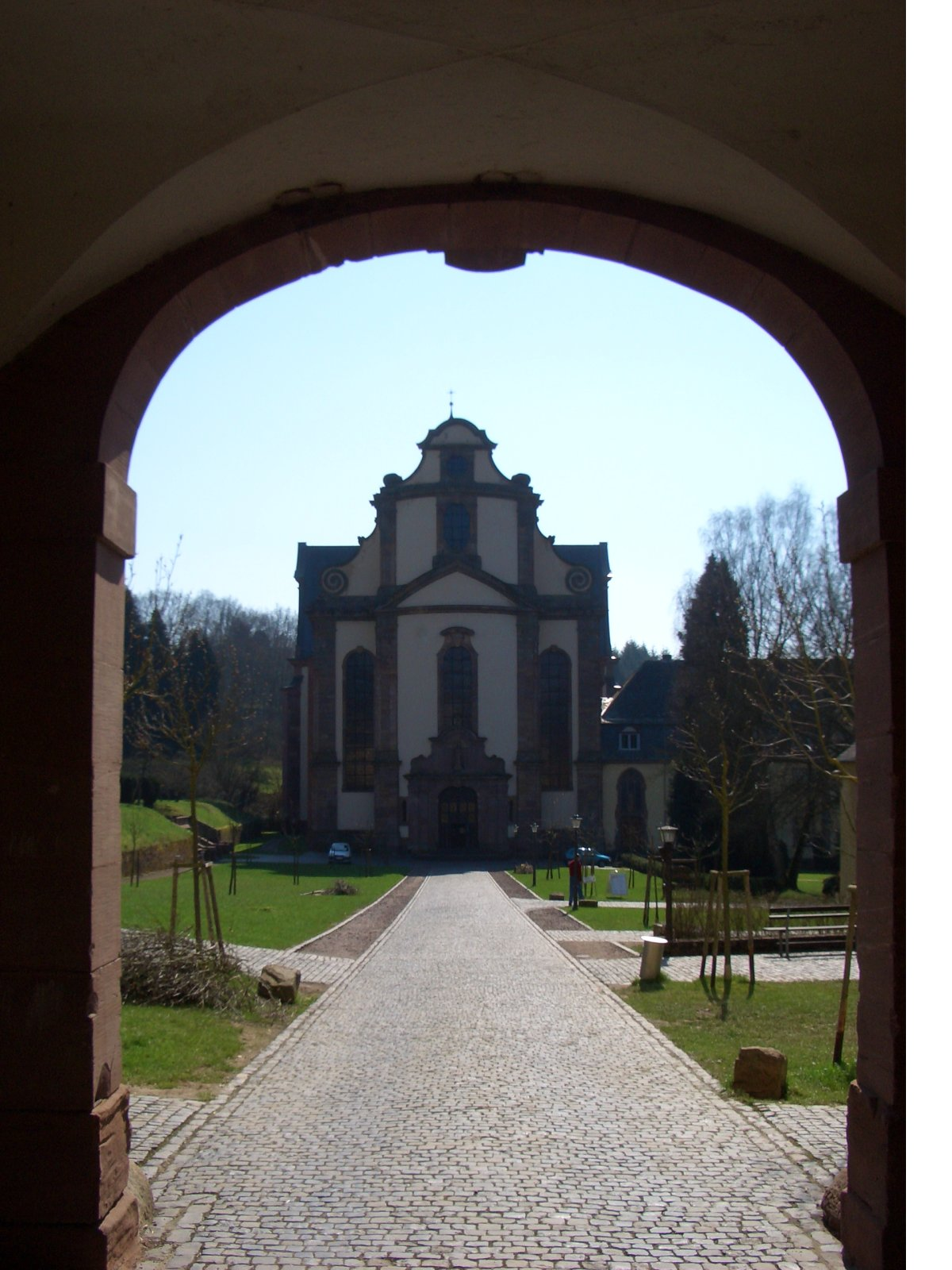
Entrée principale
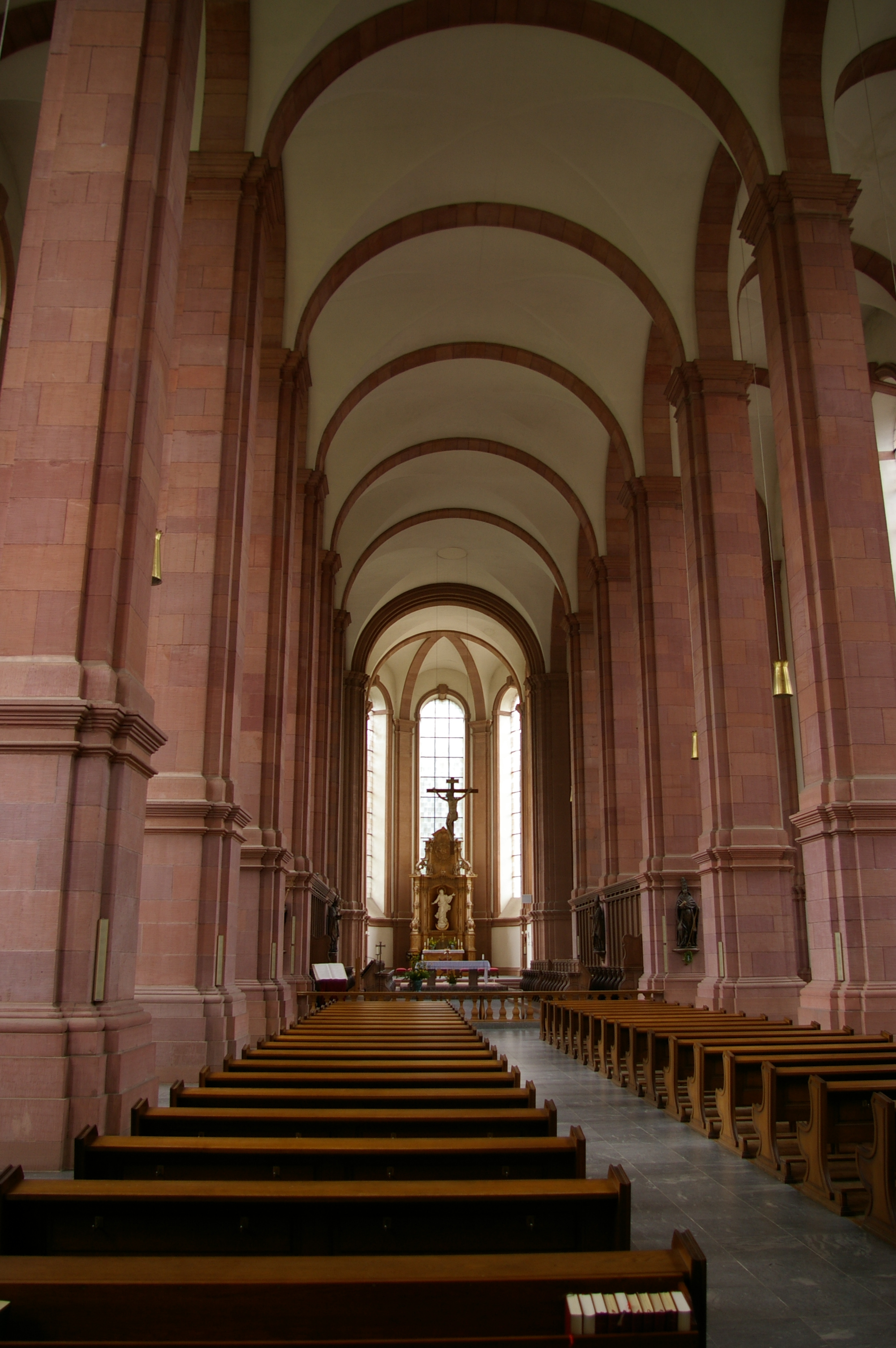
Intérieur de l'abbatiale
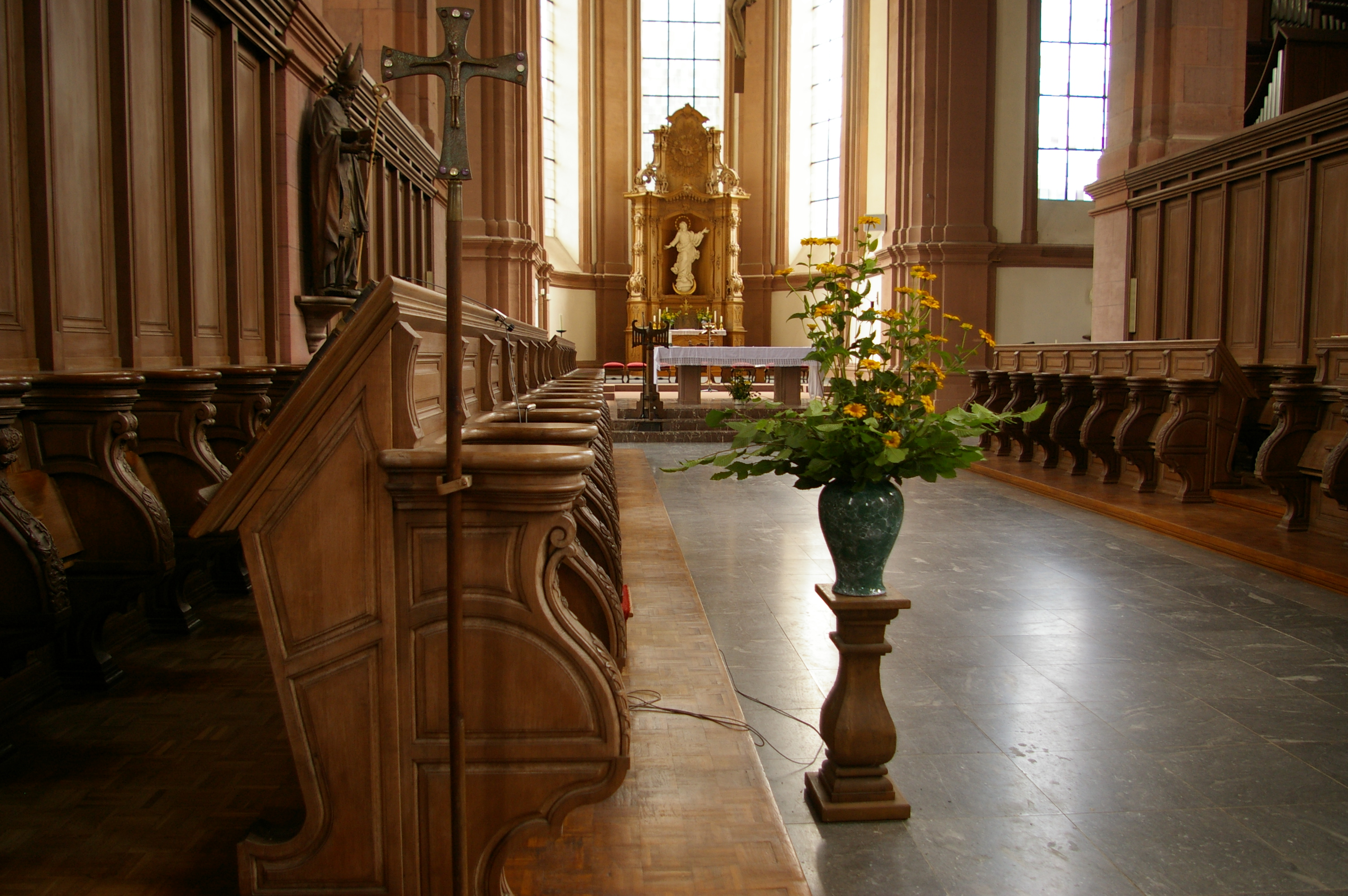
Stalles et maître-autel
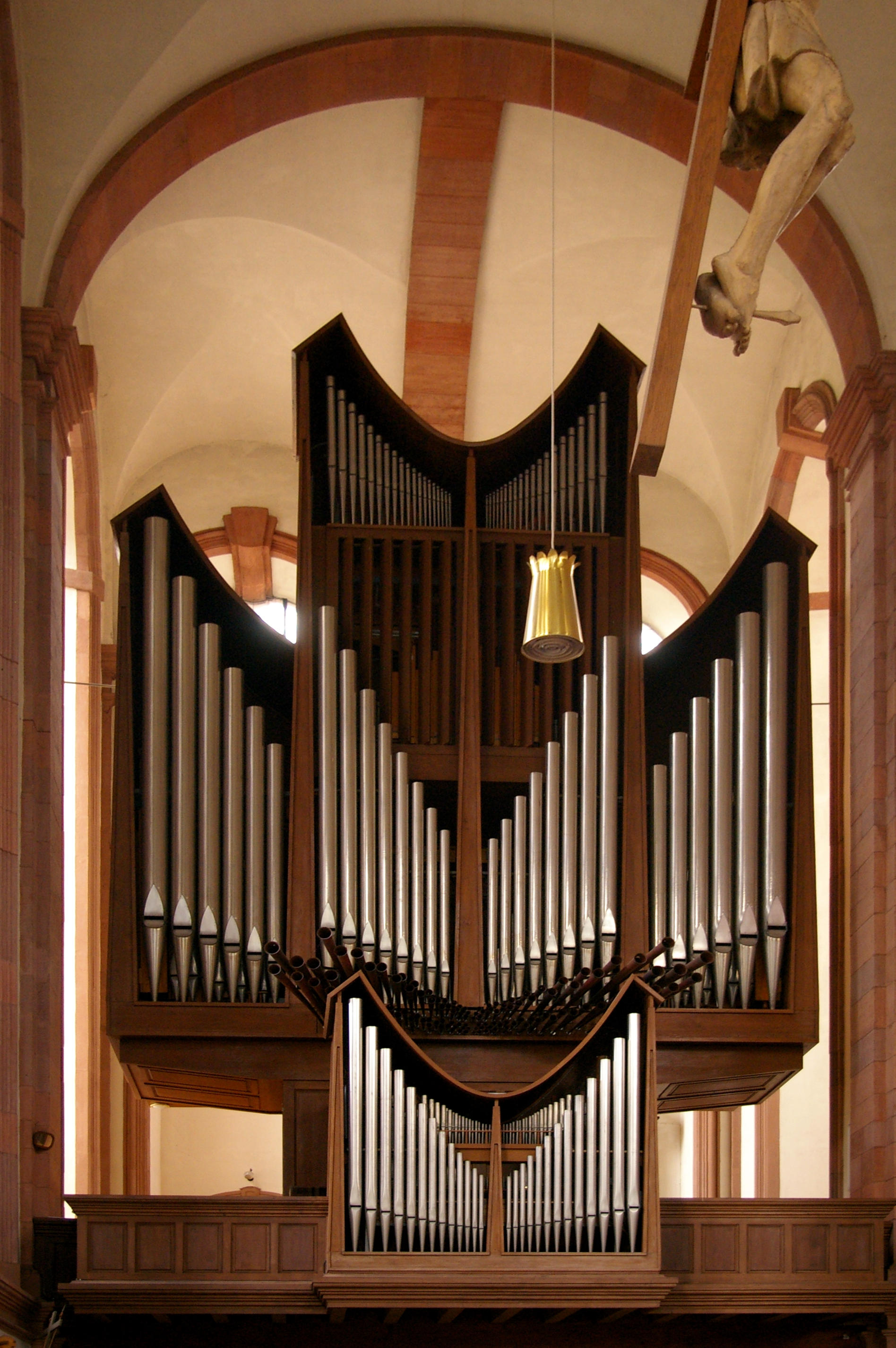
Les orgues
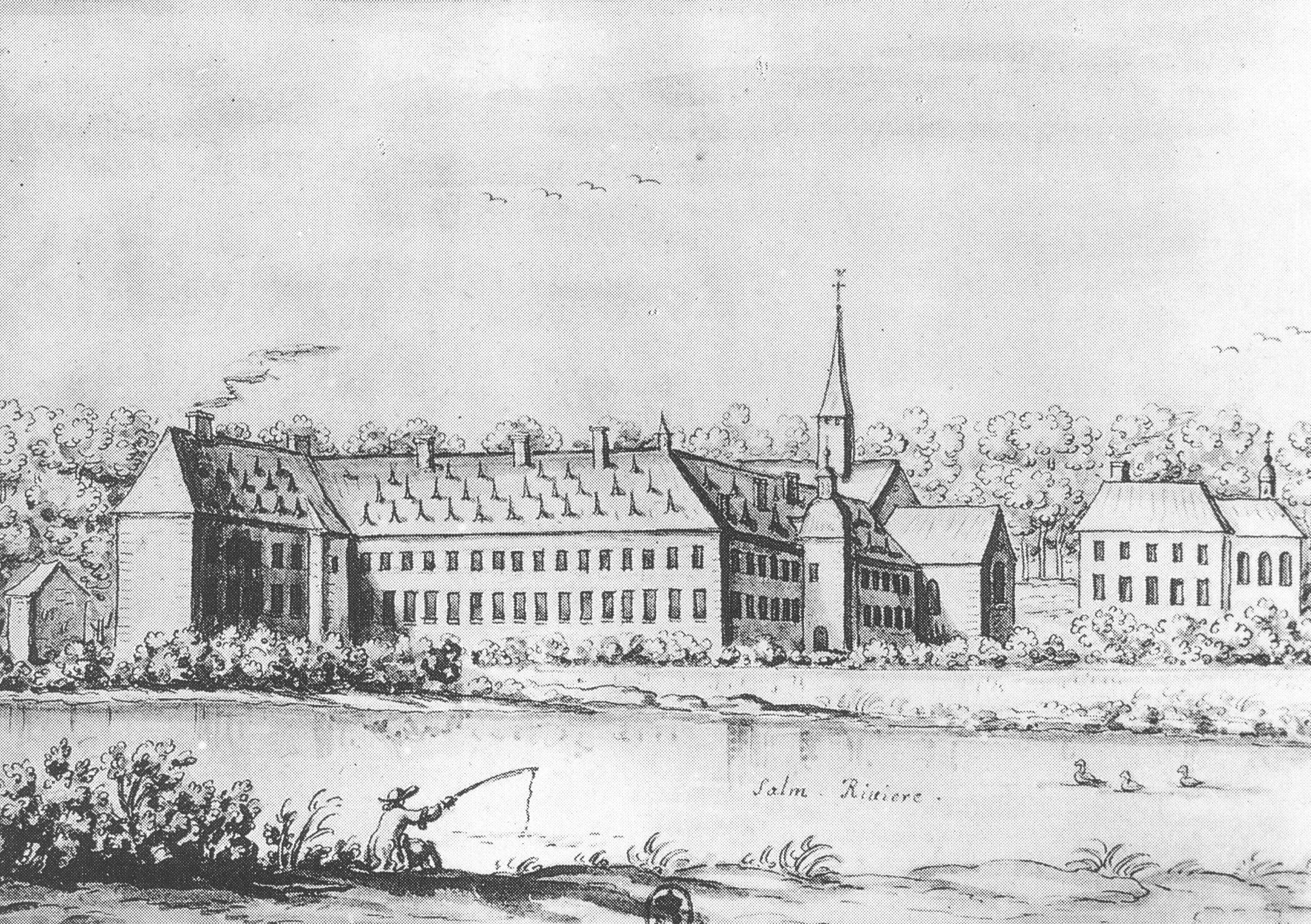
L'abbaye en 1799

### Dissolution
Après des pertes importantes à la fin des années 2010, l'élevage de poisson a été fermé et de nombreux employés ont été licenciés. En septembre 2015, le monastère a fait parler de lui lorsqu'il a essayé de vendre, dans une vente aux enchères, un manuscrit et un incunable de sa bibliothèque, ce qui a été critiqué par des experts et a provoqué l'indignation de la population. Sur ce, le manuscrit a été retiré des enchères et racheté directement par la centrale des bibliothèques du land de Rhénanie-Palatinat. D'autres livres provenant de la bibliothèque du monastère ont été rachetés par la bibliothèque centrale lors de la vente aux enchères et restent ainsi en propriété publique
En octobre 2017, est annoncé la fermeture de l'abbaye. C'est le chapitre de la Congrégation de Mehrerau, la plus haute autorité des monastères cisterciens germanophones, qui a décidé de la dissolution. L'abbé de Himmerod actuel considère que « la situation économique est tendue, mais c'est surtout le faible nombre de moines qui motive cette décision difficile ». Il y a six ans, le monastère comptait encore dix membres, ils ne sont plus que six,.
La communauté a été dissoute. Sur place vit le frère Stephan Senge seul.

## Himmeroder Denkschrift
Du 5 au 9 octobre 1950, des officiers de l'ancienne Wehrmacht, se réunissent, sous l’autorité du gouvernement ouest-allemand, dans l'abbaye de Himmerod en vue de préparer, pour le chancelier Konrad Adenauer, le réarmement de l'Allemagne. La conférence produit un document appelé le Mémorandum Himmerod qui décrit les bases des prérequis pour le réarmement et comment l’Allemagne peut contribuer à la défense de l'Europe de l'Ouest. Ceci constituait un pas important vers la création officielle de la Bundeswehr en 1955.

## Sources et bibliographie
- (de) Ambrosius Schneider, Himmerod, Ratisbonne, 1976,  (ISBN 3-7954-6502-8)
- (de) P. Gilbert Wellstein, Die Cisterzienserabtei U.L. Frau von Himmerod
- (de) Carl Wilkes, Die Zisterzienserabtei Himmerod im 12. und 13. Jh., Münster 1924.
- (de)  Himmerod 1134-1984, Geschichtlicher Rückblick zum 850. Gründungsjahr der Abtei, Himmerod 1984
- (de) Die Cistercienser, Geschichte, Geist, Kunst, 3. erw. Aufl., Kain 1985.
- (de) Ambrosius Schneider, Cistercienserabtei Himmerod : 1138-1938 : kurze Abhandlung über das Werden und Wirken der Abtei, Himmerod, Autoédition de l'abbaye, 1938.
- (de) Ambrosius Schneider, Die Cistercienserabtei Himmerod von der Renaissance bis zur Auflösung 1511 – 1802, Cologne, Wienand Verlag, 1976 (ISBN 3-87909-068-8).